# 大匠院
大匠院（だいしょういん、? - 慶長16年4月23日（1611年6月4日））は、戦国時代から江戸時代前期にかけての女性。蜂須賀正勝の正室。名は松、まつ。

## 生涯
出自は不詳であるが、父は豊臣秀吉の家臣・三輪吉高、または尾張国の豪族・益田持正という説がある。また三輪吉高が仕えていた北畠具教の側室であったとする説もある。北畠具教との間には後に臨済宗の僧侶となる長存（後の東嶽）を生んだ。
蜂須賀正勝の正室として嫁ぎ、永禄元年（1558年）に蜂須賀家政（徳島藩祖）を生む。
慶長16年（1611年）4月23日死去。法名は大匠院殿光室玄圭尼大姉。はじめは徳島城内にある福聚寺に葬られたが、夫・正勝の墓とともに徳島県徳島市下助任町にある興源寺に移された。
また同県美馬市にある本楽寺の本堂（阿弥陀堂）には大匠院の霊位を祀っている。
元和9年（1623年）、勝浦郡宮井村（現在の徳島市多家良町）に大匠院の十三回忌に伴い息子・家政が大匠寺を創建した。